# Germanische Mythologie
Germanische Mythologie bezeichnet im engeren Sinne die Mythologien der verschiedenen germanischen Kulturen der Eisen- und Völkerwanderungszeit, wobei die Mythen von religiösen Vorstellungen und Riten zu unterscheiden sind. Die vorchristlichen Glaubensvorstellungen der germanischen Völker gingen mit der Christianisierung in unterschiedlichem Maße in dem jeweiligen Volksglauben auf (siehe auch Synkretismus), zur Götterwelt siehe Nordische Mythologie.